# Феодосий (епископ Коломенский)
Епи́скоп Феодо́сий (XVI век) — епископ Русской православной церкви, епископ Коломенский и Каширский.

## Биография
Был архимандритом Московского Новоспасского монастыря, в котором настоятельствовал, вероятно, в 1530—1531 годы.
Поставлен во епископ 2 июля 1542 года. Хиротонию возглавил митрополит Макарий.

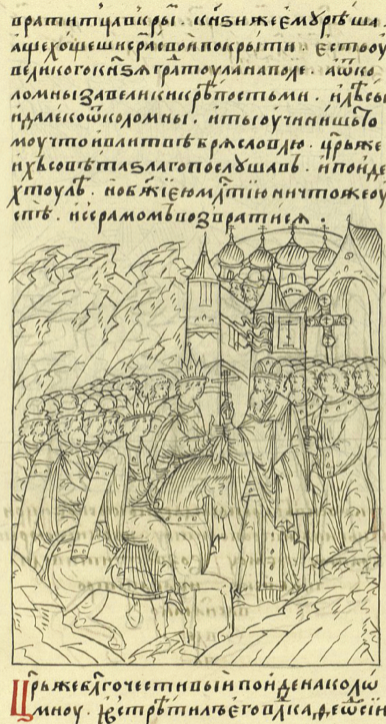
Встреча Ивана Грозного и епископа коломенского Феодосия в 1551 г.

В феврале 1547 года присутствовал на соборе по установлению повсеместного празднования русским святым.
В декабре того же года, вместе с другими духовными и светскими лицами, поручился пред царём Иоанном Грозным за верную ему службу князя Ив. Ив. Пронского.
С января (или февраля) по июль 1551 года принимал участие в Стоглавом соборе, в конце которого приговором 15 июля — может быть, в наказание за что-нибудь — был понижен степенью в ряду епископов.
В июне 1552 года Феодосий был в Коломне во время пребывания там царя Иоанна, делавшего приготовления к походу навстречу крымцам, и уговаривал царя не ехать лично к войску, а оставаться в Коломне.
23 июня служил для отъезжавшего царя в Успенской церкви молебен и благословлял его на путь, причём получил от него приказание «не исходити из церкви, дондеже, что Бог произведет». Через несколько дней он встречал в той же Коломне возвратившегося царя «со священным собором со кресты и со всем народом, и благодарная возсылаше Богу о избавлении… от поганых».
3 июля, при отъезде царя под Казань, Феодосий снова благословлял его на путь в Успенской церкви.
В конце 1553 и начале 1554 года присутствовал на соборе против Матвея Башкина, старца Артемия и др.
В начале 1555 года участвовал в соборе всех российских епископов о многоразличных чинах церковных и прочих, а в мае того же года в Коломне торжественно встречал, принимал у себя и провожал ехавшего в Казань новопоставленного казанского архиепископа Гурия.
Перед 1560 года Феодосий был устранён от кафедры, по свидетельству царя Иоанна, вследствие происков кружка бояр Адашева и князя Курбского. «Вы ли убо, — писал Иоанн в 1584 года князю Курбскому, — с попом (Сильвестром) и со Алексеем (Адашевым) не гонили? Како убо епископа коломенского Феодосия, нам советна, народу града Коломны повелеваете камением побити? Но Бог соблюде его, и вы согнали его со престола».
Время смерти епископа Феодосия неизвестно.